# Remlingen (Baviera)
Remlingen é um município da Alemanha, situado no distrito de Würzburgo, no estado da Baviera. Tem 20,44 km² de área, e sua população em 2019 foi estimada em 1.505 habitantes.